# Nimfajon (miasto na Krymie)

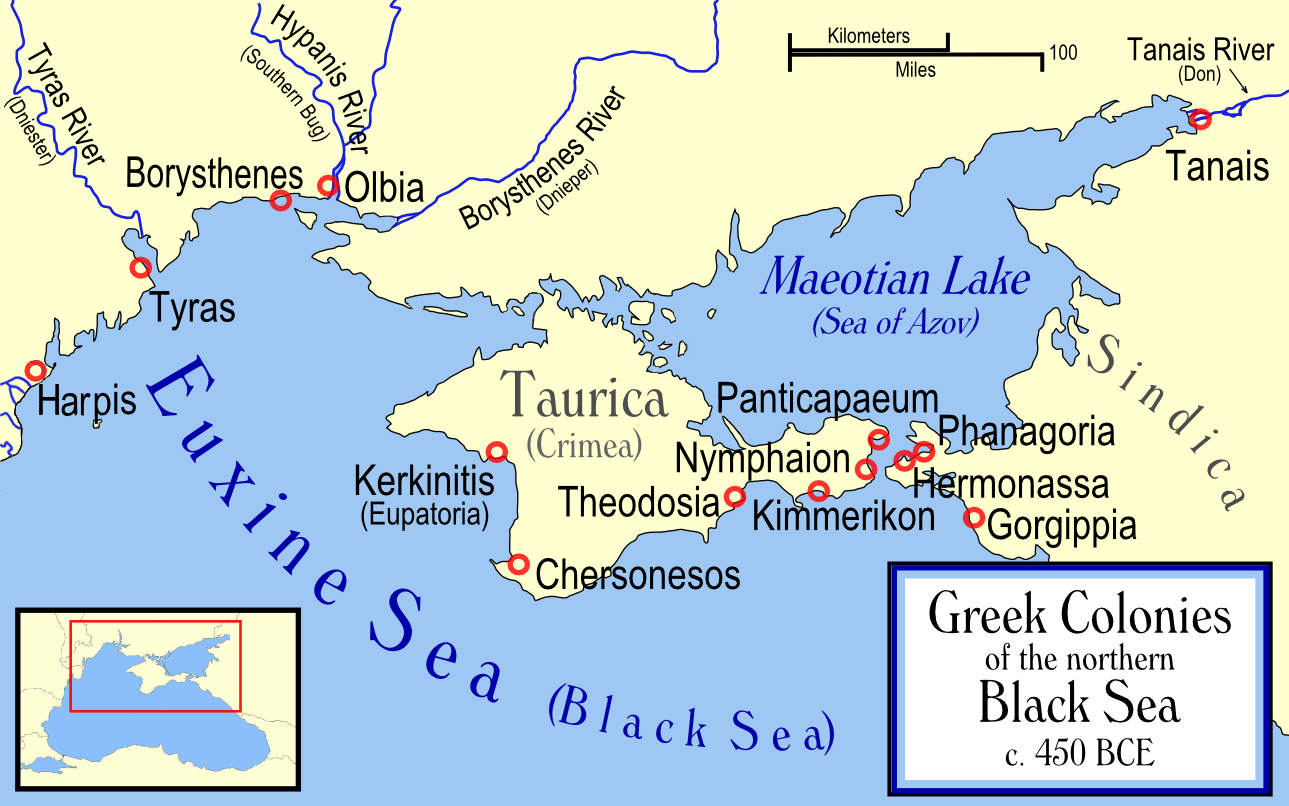
Nimfajon i inne greckie kolonie na wybrzeżu Morza Czarnego

Nimfajon, Nimfaion, Nymfaion, Nymfaion (gr. Νυμφαιων, łac. Nymphaeum, ros. Нимфей) – starożytne miasto greckie we wschodniej części Krymu.

## Położenie
Znajdowało się nad Cieśniną Kerczeńską (zwaną wówczas Bosporem Kimmeryjskim), 17 km na południowy zachód od Kerczu (antycznego Pantikapajonu). Obecnie pochłonięte jest częściowo przez morze, od strony północnej opiera się o jezioro (w starożytności zalew morski) Czurubasz.

## Historia

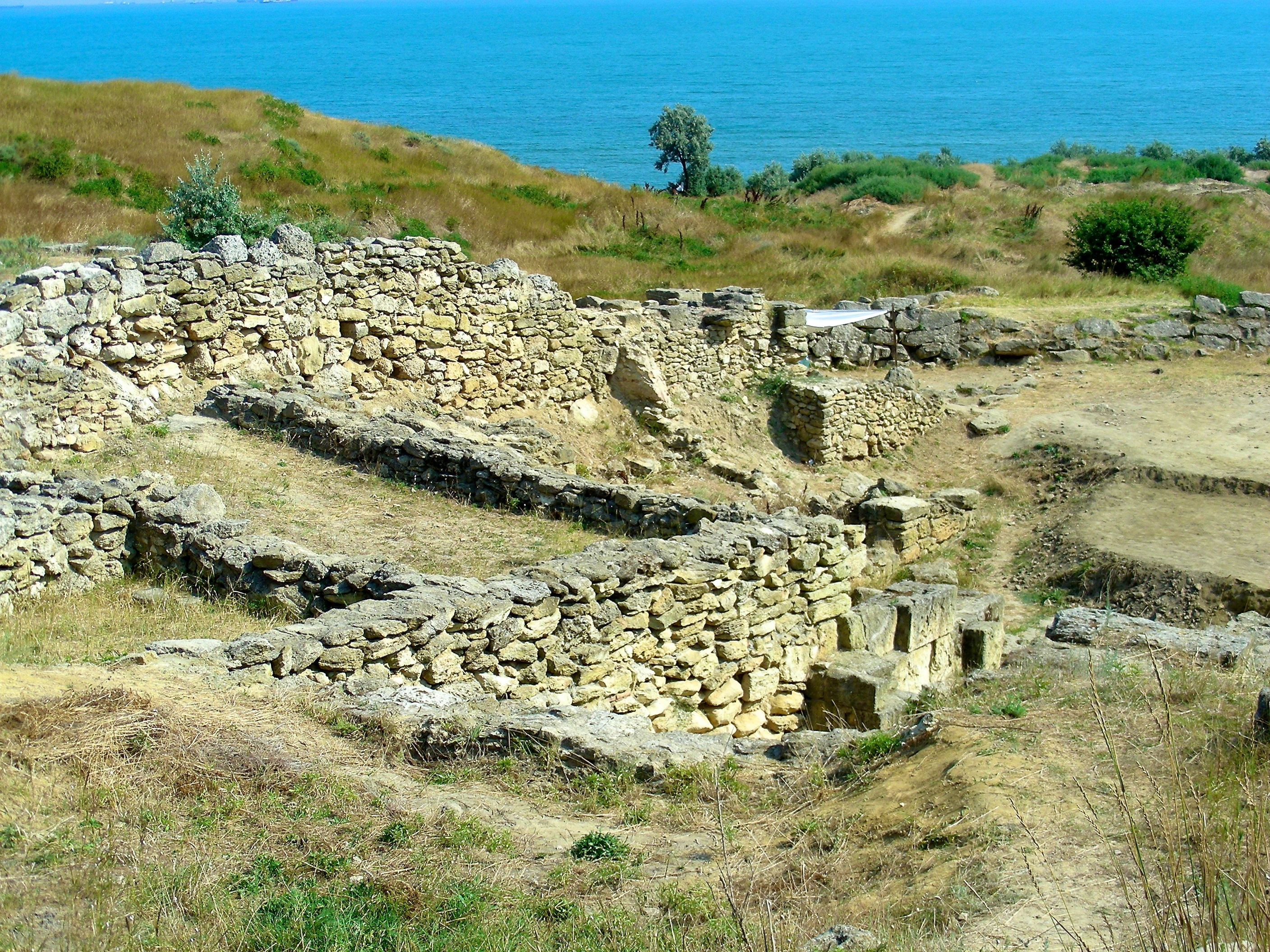
Wykopaliska w Nimfajonie

Przed osiedleniem się przesiedleńców z Jonii w początkach VI wieku p.n.e. istniało tam osiedle scytyjskie. Miasto prosperowało dzięki kontroli nad handlem zbożem, biło własne monety. W czasach wojen peloponeskich ok. 444 p.n.e. miasto i port w Nimfajonie zostały wybrane przez Ateńczyków na ich główną bazę wojenną w tym rejonie. Przyłączone w końcu V wieku p.n.e. do Królestwa Bosporańskiego, wskutek czego Chilona (dziadka Demostenesa) wygnano z Aten pod zarzutem zdrady i sprzedania miasta Bosporańczykom, od których w nagrodę otrzymał Kepoi. Od czasu przyłączenia do Bosporu miasto stopniowo zaczęło podupadać. Ponowny rozkwit nastąpił w pierwszych wiekach n.e. W tym okresie Nimfajon zaczął ulegać stopniowej sarmatyzacji. Miasto zostało zniszczone w połowie III wieku n.e. podczas najazdu Gotów.

## Zabytki i wykopaliska

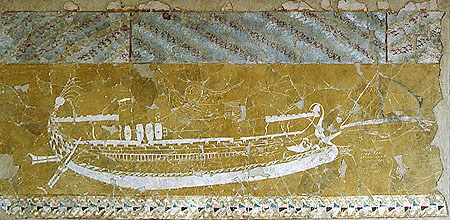
Malowidło z wyobrażeniem triery ze świątyni w Nimfajonie, obecnie w Ermitażu

Z połowy VI wieku p.n.e. pochodzi położona poniżej akropolu, wielokrotnie przebudowywana świątynia Demeter. Znaleziono w niej wiele fragmentów masek kultowych, rytonów i form do produkcji wyrobów terakotowych. Na akropolu odsłonięto także pozostałości świątyni Kabirów i Afrodyty z licznymi fragmentami kolorowych tynków ściennych i kamiennych elementów wystroju architektonicznego oraz wiele kultowych figurek terakotowych. Z IV wieku p.n.e. pochodzi fragment muru obronnego. Na początku IV wieku p.n.e. zbudowano tam jedną z najwcześniejszych tłoczni wina w Nadczarnomorzu, od VI wieku p.n.e. poświadczona jest produkcja ceramiczna.
W jednym z pomieszczeń hellenistycznej budowli kultowej znaleziono na podłodze tysiące fragmentów barwnych tynków. W sumie udało się zrekonstruować 15 m² z malowidłami (m.in. z wyobrażeniem triery o nazwie „Izyda”, o długości 1,2 m), rysunkami i napisami. Pomieszczenie to zostało zrujnowane w połowie III wieku p.n.e.
W pobliżu znajduje się nekropolia ziemna i kurhanowa z pochówkami od V wieku p.n.e. W kurhanach grzebano przedstawicieli plemion scytyjskich z bogatym wyposażeniem. Część nekropoli ziemnej stanowią grobowce wyciosane w skale, bogato dekorowane, m.in. reliefami.
Wykopaliska archeologiczne w Nimfajonie są prowadzone systematycznie od 1933.